# Zone interdite (film, 1974)
Vous venez d’apposer le modèle de débat d'admissibilité.
Avant toute chose, veuillez créer la page de débat correspondante en cliquant ici.
- Une fois la page de vote initialisée, rafraîchissez cette page, et le bandeau prendra son aspect définitif.
- Si votre débat d'admissibilité est groupé (le motif et l’argumentation doivent être les mêmes), modifiez cette page pour ajouter au modèle le paramètre « cat » suivi du nom de la page de discussion de l’article pour lequel la page de débat existe déjà (ex. : cat=Discussion:Nom_de_l'autre_article). Ensuite, suivez les nouvelles instructions qui apparaissent.
- Vous pouvez également utiliser le paramètre « type » pour faciliter l’accès aux critères d’admissibilité. Exemple : {{suppression|type=mot-clé}}. Liste des mots-clés existants : fiction, musique, art visuel, fanzine, jeu de société, porno, sportif, association, enseignement, société, site web, route, nombre, (Liste complète ici).

| 1. | Créez la page de débat d'admissibilité.                                                                      | Sauvegardez d’abord la page pour l’initialiser puis indiquez votre motivation.                     |
| 2. | Important : ajoutez une entrée dans la section Débat d'admissibilité du jour.                                | Utilisez ce texte : *{{L\|Zone interdite (film, 1974)}}                                            |
| 3. | Pensez à informer les contributeurs principaux de la page et les projets associés lorsque cela est possible. | Utilisez ce texte : {{subst:Avertissement débat d'admissibilité\|Zone interdite (film, 1974)}}~~~~ |

Pour les articles homonymes, voir Zone interdite.
Zone interdite est un film algérien réalisé par Ahmed Lallem et sorti en 1974.

## Synopsis
En mai 1945, lors de la répression des manifestations nationalistes en Algérie, un militant révolutionnaire est assassiné. Son fils, longtemps incertain des circonstances exactes de cette mort, finit par embrasser l’idéal pour lequel son père a sacrifié sa vie. Avec le déclenchement de la lutte de libération nationale en novembre 1954, il découvre que le véritable assassin n’est pas un individu isolé, mais le système colonial tout entier contre lequel le peuple algérien se soulève.

## Fiche technique
- Titre original : Zone interdite
- Réalisation : Ahmed Lallem
- Scénario : Ahmed Lallem
- Musique : Ahmed Malek
- Production : ONCIC
- Origine :  Algérie
- Durée : 77 minutes
- Genre : Drame, guerre
- Date de sortie : 1974

## Distribution
- Sid Ahmed Agoumi : Khaled
- Taha El-Amiri : El Hadj
- Mostefa Hassan Belhadj : Abderazak
- Saïd Hilmi : Mehdi
- Mahdia Maghroufel : Mahdia
- Areski Nebti : Monsieur Vachonne
- Raymond Louzoum : le docteur

## Mots-clés
- Guerre d'indépendance algérienne
- Colonialisme français